# Subhi at-Tufaili

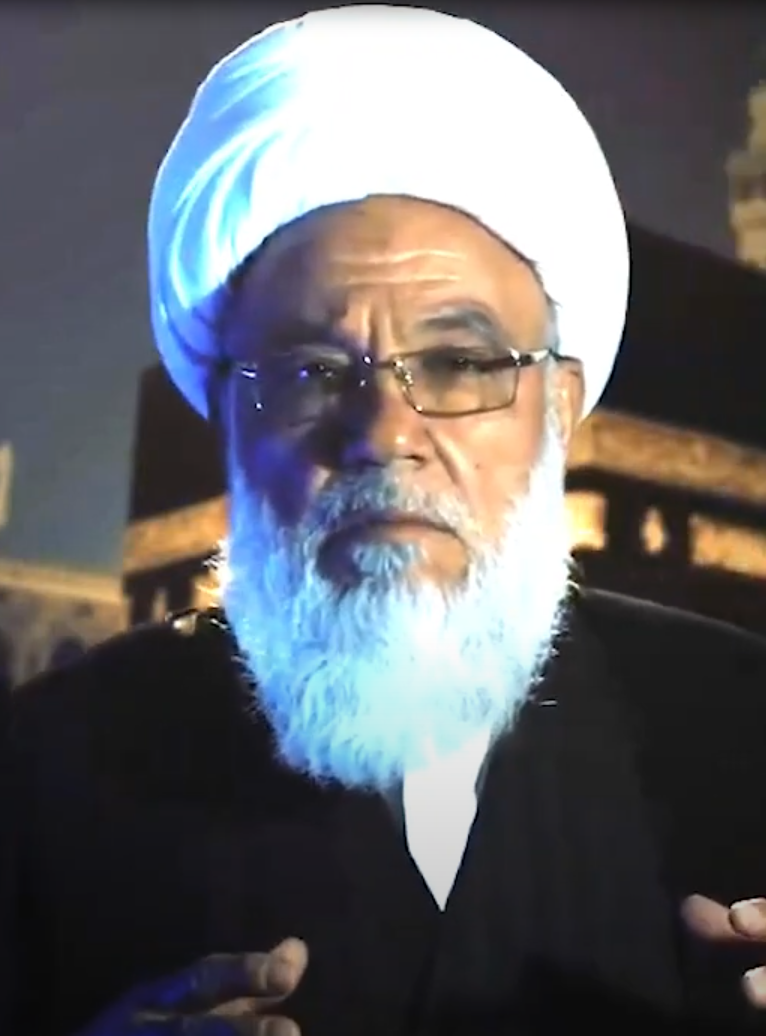
Subhi at-Tufaili (2022)

Subhi at-Tufaili (auch Subhi Al-Tufaili, arabisch صبحي الطفيلي, DMG Ṣubḥī aṭ-Ṭufailī; * 1948 in Brital/Bekaa) ist ein ehemaliger Führer der Hisbollah.
Er verbrachte neun Studienjahre in Nadschaf sowie eine kurze Zeit in der iranischen Stadt Qom.
Er wurde Führer der Hisbollah in der Bekaa-Ebene, einem der drei wichtigen regionalen Stützpunkte der Hisbollah im Libanon.
Er begann den Widerstand gegen die israelische Besatzung des Südlibanons. 1989 bis 1991 diente er als Generalsekretär der Hisbollah, bis er durch Abbas al-Musawi abgelöst wurde.
1997 führte er eine Kampagne zum zivilen Ungehorsam gegen die Regierung durch. 1998 kam es zu bewaffneten Auseinandersetzungen mit der libanesischen Armee und der Hisbollah. Inzwischen soll er sich vom Flügel unter Hassan Nasrallah abgespalten haben. al-Tufaili vertritt auch Meinungen, die der Führungsspitze der pro-iranischen Hisbollah widersprechen: So lehnt er eine Unterstützung der Regierungstruppens Assads im syrischen Bürgerkrieg vehement ab und nennt die Herrschaft der Rechtsgelehrten im Iran, die durch die Verfassung der Islamischen Republik vorgeschrieben ist, „tyrannisch“.
Im November 2019 kritisierte Subhi at-Tufaili den höchsten iranischen Führer Ali Chamene’i dafür, hinter der Korruption im Libanon und im Irak zu stehen, wo Anti-Regierungs- und Korruptionsproteste andauern. Subhi at-Tufaili kritisierte auch, dass die friedlichen Demonstranten im Libanon von Anhängern der Hisbollah und der Amal-Bewegung angegriffen wurden und behauptete, die Angreifer seien mit dem iranischen Obersten Führer verbunden. Er beschuldigte iranisch unterstützte Gruppen im Libanon, seit 1972 für Ungerechtigkeit und Plünderungen im Libanon verantwortlich zu sein, und Khamenei hätte Geld ausgegeben, um während des syrischen Bürgerkriegs Medien zu seinen Gunsten zu kaufen.